# Jogos Sul-Americanos de 1986
Os Jogos Sul-Americanos de 1986 (em espanhol: Juegos Sudamericanos, em inglês: South American Games), decorridos entre 28 de novembro e 8 de dezembro, foram realizados em Santiago, no Chile, após as desistências de Guadalajara e Quito, no Equador. 
Esta fora a primeira edição em que os Jogos assumiram o nome de Sul-Americanos e reuniram dez nações, em um total de 969 atletas, que competiram em dezessete esportes. As disputas do futebol contaram com as participações dos mundiais Caniggia e Dunga.

## Países participantes
- Argentina
- Brasil
- Bolívia
- Chile
- Colômbia
- Equador
- Peru
- Paraguai
- Uruguai
- Venezuela

## Esportes
| - Atletismo - Boliche - Boxe - Ciclismo - Esgrima | - Esportes aquáticos - Futebol - Ginástica artística - Halterofilismo | - Iatismo - Judô - Lutas - Remo | - Tênis - Taekwondo - Tiro com arco - Tiro desportivo |

## Quadro de medalhas
| Ordem | País      | Medalha de ouro | Medalha de prata | Medalha de bronze | Total |
| ----- | --------- | --------------- | ---------------- | ----------------- | ----- |
| 1     | Argentina | 80              | 44               | 45                | 169   |
| 2     | Chile     | 50              | 66               | 60                | 176   |
| 3     | Uruguai   | 17              | 15               | 12                | 44    |
| 4     | Equador   | 16              | 17               | 25                | 58    |
| 5     | Brasil    | 14              | 10               | 12                | 36    |
| 6     | Peru      | 13              | 26               | 35                | 74    |
| 7     | Bolívia   | 2               | 2                | 6                 | 10    |
| 8     | Paraguai  | 1               | 6                | 8                 | 15    |
| 9     | Venezuela |                 | 1                | 1                 | 2     |
| 10    | Colômbia  |                 | 1                |                   | 1     |
| TOTAL | TOTAL     | 193             | 188              | 204               | 585   |